# Platyberyx
Platyberyx is een monotypisch geslacht van straalvinnige vissen uit de familie van caristiden (Caristiidae). Het geslacht is voor het eerst wetenschappelijk beschreven in 1911 door Zugmayer.

## Soort
- Platyberyx opalescens Zugmayer, 1911